# Kobieta z dzbanem
Kobieta z dzbanem albo Kobieta przy oknie (niderl. Vrouw met waterkan) – obraz Jana Vermeera datowany na lata ok. 1658–1662. Płótno nie jest sygnowane.
Obraz miał kilku właścicieli. W 1888 roku został podarowany przez Henry’ego G. Marquanda Metropolitan Museum of Art w Nowym Jorku. Wcześniej bywał przypisywany Gabriëlowi Metsu i Pieterowi de Hooch.
Płótno przedstawia samotną kobietę we wnętrzu mieszkalnym, stojącą w pobliżu okna. Okno, znajdujące się z lewej strony, wypełnione jest witrażem – być może tym samym, co na obrazach Kielich wina i Dama i dwóch panów, gdzie witraż widoczny jest w całości. Inni badacze sugerują, że to samo okno znajduje się na obrazie Lekcja muzyki. W pomieszczeniu znajduje się także stół, przykryty wielobarwnym dywanem. Stoi na nim szkatułka z kosztownościami oraz dzban z misą. Za stołem znajduje się krzesło, a na ścianie – mapa, przedstawiająca 17 niderlandzkich prowincji. Kobieta stoi między oknem i stołem – jedną ręką trzyma dzban za ucho, a druga otwiera lub zamyka okno. Wzrok ma spuszczony.
Większość obrazów Vermeera, przedstawiających zajęcia kobiet, krytykuje różne przywary, m.in. próżność i pijaństwo. Tymczasem Kobieta z dzbanem oraz dwa inne płótna: Koronczarka i Mleczarka, ukazują pozytywne wzorce.

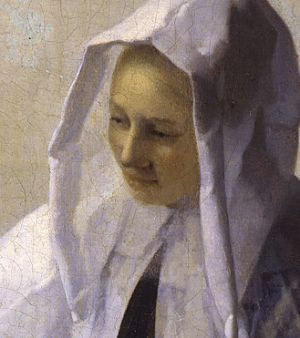
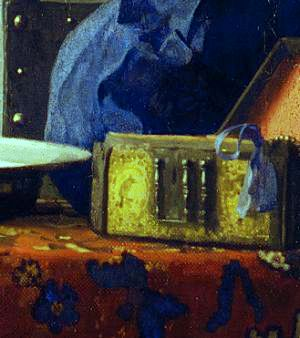
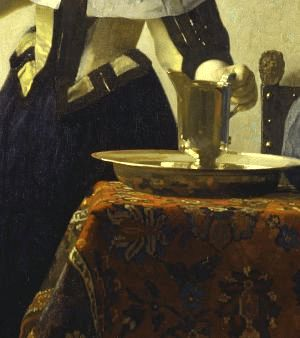
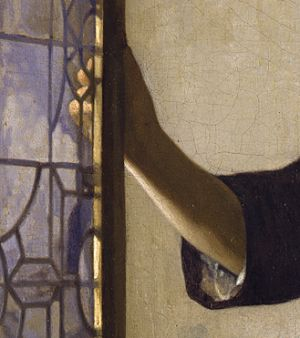